# Коэн, Джули
Джули Э. Коэн (англ. Julie E. Cohen; род. 1964) — американский учёный-правовед. С 1999 года она является профессором Школы права университета Джорджтаун, преподаёт и пишет об авторском праве, интеллектуальной собственности, а также неприкосновенности частной жизни. В настоящее время она также является членом консультативного совета по общественным интересам таких организаций, как Electronic Privacy Information Center и Public Knowledge. Наряду с научными статьями Коэн является автором работы «Самостоятельная настройка программного обеспечения: закон, кодекс, и игра повседневной практики» и соавтором сборника прецедентов «Авторское право в глобальной информационной экономике».

## Биография
Коэн получила степень бакалавра искусств в Гарвардском университете и стала доктором права на юридическом факультете. Затем Коэн работала клерком судьи апелляционного суда Стивена Рейнхардта. С 1992 по 1995 год она работала на фирме McCutchen, Doyle, Brown & Enersen, Сан-Франциско, специализирующийся на праве интеллектуальной собственности. В 1995 году она стала доцентом в Школе права Питтсбургского университета.
Коэн является активным участником дискуссий вокруг интеллектуальной собственности и авторских прав. Она участвует в продолжающихся дебатах по поводу использования технологий вместо или в дополнение к охране авторского права для защиты интеллектуальной собственности в цифровой форме. Она выразила озабоченность по поводу возможного правового воздействия этих технологий, а также контрактов массового рынка, поскольку они угрожают личной жизни и свободе действий.
Коэн использует философский подход к правовой теории. Она задаётся вопросами и анализирует концепцию самости в правовой теории и утверждает, что современная правовая политика часто инициирует в контексте самости «тонко структурированные дебаты по поводу информационной политики». Коэн придерживается постмодернистских представлений о самости в дискуссиях по информационной политике.